# Randolph Carter

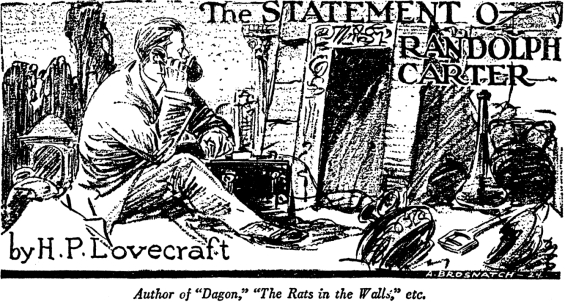
"La declaración de Randolph Carter" de H. P. Lovecraft, Weird Tales, febrero de 1925. Ilustración de Andrew Brosnatch (1896-1965).

Randolph Carter es un protagonista recurrente en la obra de ficción de H. P. Lovecraft y un apenas disimulado alter ego de Lovecraft mismo. 
El ciclo de aventuras oníricas de Randolph Carter consta de tres relatos y dos novelas cortas.
La primera vez que aparece este personaje es en el relato "La declaración de Randolph Carter" (1919), el cual se basa en un sueño que tuvo Lovecraft.
Carter comparte muchos de los rasgos personales de Lovecraft: Es presentado como una melancólica figura, como un soñador contemplativo, con una sensible disposición, propenso a los desmayos durante momentos de estrés emocional; aunque también puede ser valiente, con la suficiente fortaleza de mente y el carácter para luchar y derrotar a las criaturas horribles de las Tierras del Sueño. 

## Personaje
Randolph Carter es un anticuario y otrora estudiante de la ficticia Universidad de Miskatonic.
Aunque no se menciona la fecha exacta de su nacimiento, de las diferentes historias se deduce que nació probablemente alrededor de 1874 y creció en Boston y sus alrededores. A la edad de diez años, se vio sometido a una experiencia misteriosa en la granja de su tío abuelo Christopher y, posteriormente, mostró tener el don de la profecía.
Es descendiente de Sir Randolph Carter, quien había estudiado magia en Inglaterra durante el reinado de la reina Isabel I y, posteriormente, emigró a Estados Unidos. Más tarde, su hijo Edmund Carter tuvo que huir durante los Juicios de Salem. Carter también tuvo un antepasado involucrado en una de las Cruzadas, que fue capturado por los musulmanes y se enteró de secretos "salvajes".
Carter aparece o se menciona en los siguientes escritos de Lovecraft:
- "El testimonio de Randolph Carter" (1919)
- "Lo/el innombrable" (1923)
- "La llave de plata" (1926)
- "La búsqueda en sueños de la ignota Kadath", también traducida como "En busca de la Ciudad del Sol Poniente" (1926-1927)
- "El caso de Charles Dexter Ward" (1927)
- "A través de las puertas de la llave de plata" (1933)
- "Más allá de los eones" (1933)
- "El clérigo malvado" (1933)

El personaje de Carter ha sido tomado posteriormente por otros autores, que lo han incluido en sus obras, así como en películas, cómics, juegos de rol y videojuegos.